# Demétrio I de Constantinopla
Demétrio I de Constantinopla, ou, em grego Dimitrios I, (nascido Dimitrios Papadopoulos em 1914 - 2 de outubro de 1991) foi o Patriarca Ecumênico de Constantinopla de 16 de julho 1972 até 1991. Nasceu e morreu em Istambul, na Turquia.

## Papel no ecumenismo
Em 30 de novembro de 1979, Demétrio I proclamou o estabelecimento do diálogo teológico oficial entre a Igreja Ortodoxa Oriental e a Igreja Católica, então liderada pelo Papa João Paulo II. Ele também se encontrou com dois arcebispos de Canterbury, representantes da Comunhão Anglicana.
Em 1987, Demétrio I viajou para o Vaticano, onde foi recebido pelo Papa João Paulo II.